# Эресуннский регион

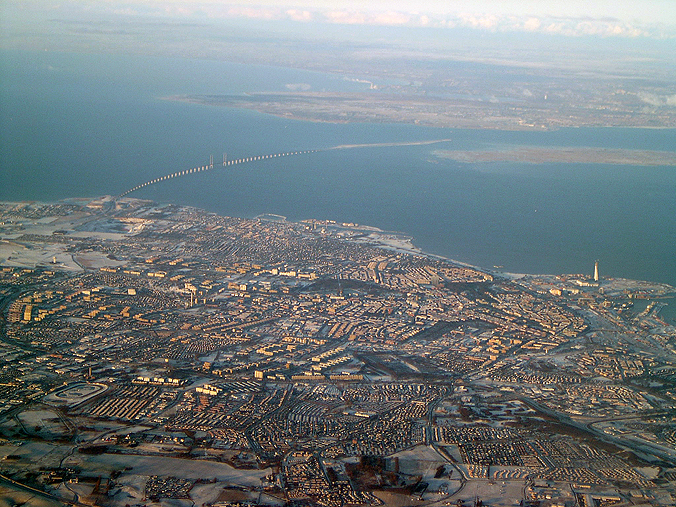
Эресуннский пролив между Мальмё (вблизи) и Копенгагеном (видны также Эресуннский мост и остров Сальтхольм)

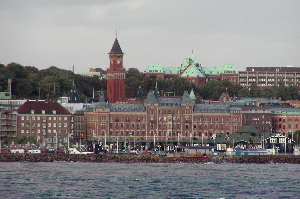
Гельсингборг, Швеция

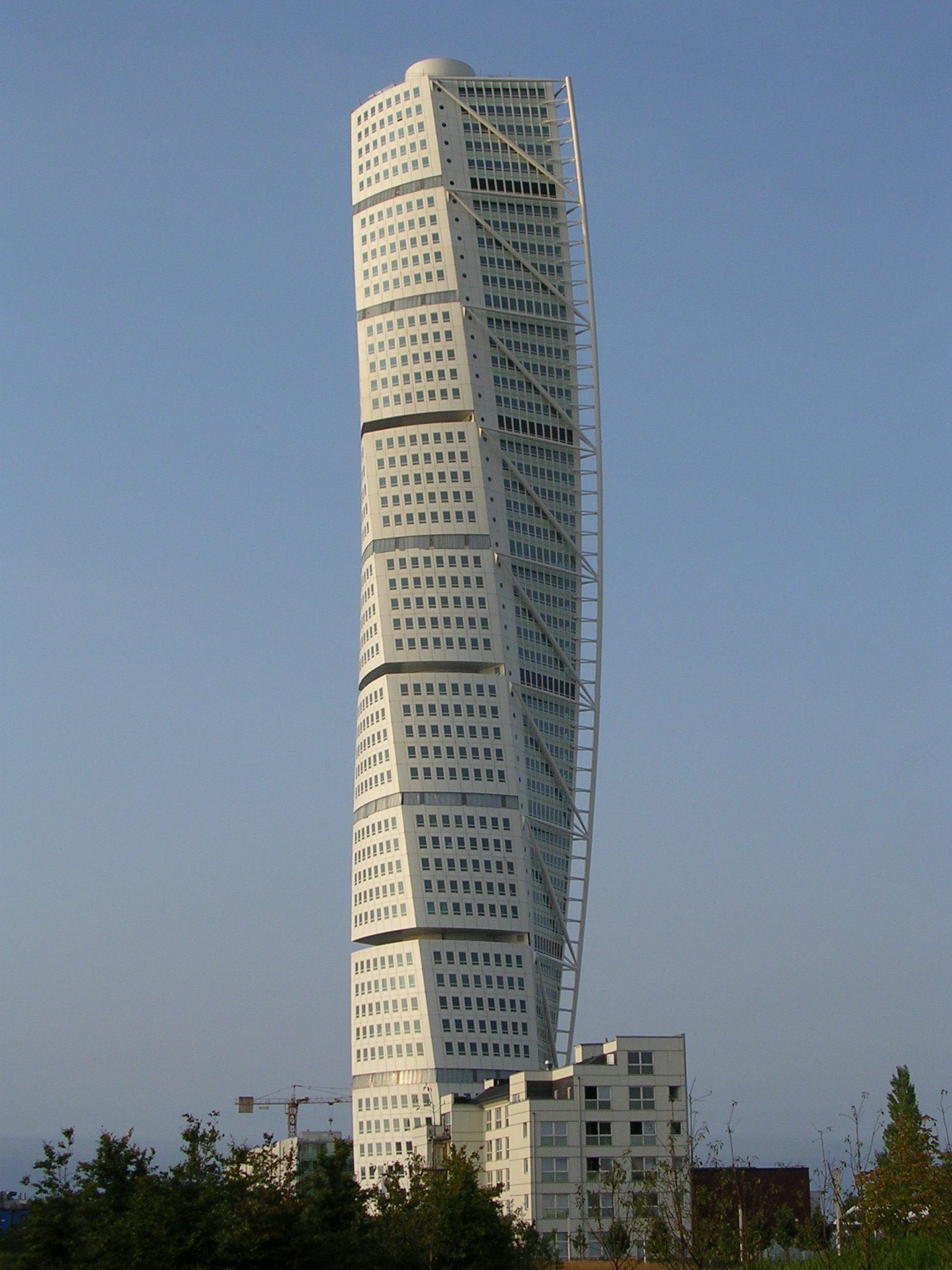
Небоскрёб Turning Torso в Мальмё

Эресуннский регион (дат. Øresundsregionen, швед. Öresundsregionen) — транснациональный регион в южной части Скандинавии, расположен на берегах пролива Эресунн, через который переброшен Эресуннский мост. Объединяет датские регионы Зеландия и Хуведстаден и шведский лен Сконе.
По состоянию на 1 июля 2008 года регион имел население 3677495 человек, плотность населения составляла около 180 чел./км².
Территория эресуннского региона была объединена под датским флагом в период с 800 по 1658 год. Согласно подписанному в 1658 году Роскилльскому миру Сконе стал частью Швеции, но население в последние годы вновь подчеркивает региональную идентичность Сконе с датчанами.
Эресуннский регион состоит из сельских районов и двух крупных городских районов, района большого Копенгагена и города Мальмё на шведской стороне пролива. Северная и восточная части Сконе, а также районы в западной и южной датский части этого региона имеют относительно низкую плотность населения, тогда как центральная ось Копенгаген — Мальмё является самым густонаселённым регионом в Скандинавии с населением примерно 2,5 миллиона человек.

## Пограничная деятельность
Эресуннский регион является вторым по численности населения в Европе к северу от Германии после Санкт-Петербурга и является важным центром экономической деятельности в Скандинавии. По статистике на январь 2007 года, 14000 человек ежедневно пересекают Эресуннский мост. По сравнению с 2005 годом пригородные перевозки в 2006 году увеличились на 43 процента. Всё больше шведов пересекают мост для работы в Копенгаген, потому что в Дании выше зарплата, но увеличивается также и иммиграция датчан на юг Швеции. В 2006 году 4300 человек переехали из датской части Эресуннского региона в Сконе вследствие более низких цен в Сконе на недвижимость. С июля 2000 года 22500 датчан переехали в Сконе.
Кроме работы, шведы едут в Копенгаген за покупками и вечерними развлечениями, в культурные и образовательные учреждения, а также в копенгагенский аэропорт Каструп (аэропорт Мальмё, расположенный в 47 километрах от Каструпа, имеет ограничения по международным перевозкам).